# Хосейн Каземейни Боруджерди
Великий аятолла Сейид Хосейн Каземейни Боруджерди (перс. سيد حسين كاظمينی بروجردی‎, р. 1958) — иранский шиитский богослов, марджа и мистик, известный как сторонник отделения религии от государства.

## Биография
Хосейни Каземейни Боруджерди родился в августе 1958 года, его отцом был аятолла Сейид Мохаммад-Али Каземейни Боруджерди. Первичное образование он получил в городе Боруджерд, что на западе Ирана, а основное — в священном шиитском городе Кум, где учился у ряда ведущих богословов, включая великого аятоллу Мараши Наджафи. Он начал свою религиозную деятельность в двадцатиоднолетнем возрасте, вскоре после Исламской революции, в 1979 году.
Начиная с 1995 года Боруджерди-младший несколько задерживался и заключался в тюрьму, где неоднократно подвергался пыткам. С 8 октября 2006 по настоящее время он находится в заключении.

## Теологические взгляды и нахождение в оппозиции
Аятолла Боруджерди считает теократический режим незаконным и выступает за отделение религии от государства. В одной из своих проповедей он сказал: 
Традиционная интерпретация ислама предполагает отделение религии от политики.
 Он констатирует, что 
иранцы устали от политической религии и политических лозунгов
 Что 
иранцы лояльны основам истинной религии и миссии пророка, но они против политизации религии и её эксплуатации группой людей, не имеющих ничего общего с истинным исламом
 Буруджерди является сторонником религиозного плюрализма и равноправия мужчин и женщин. Он выступает за развитие дружественных отношений с Израилем, и установление глобального мира.
Впервые свою оппозицию по отношению к правящему в Иране режиму аятолла Боруджерди выразил в 1994 году. Он является автором посланий Папе Бенедикту XVI и руководству Европейского Союза, в которых говорил, о подозрительных обстоятельствах, окружающих смерть его отца в 2002 году, и о преследовании его сторонников иранскими властями.
Также, авторству Буруджерди принадлежит работа «Рисал-е-Азади» («Трактат свободы»), являющаяся опровержением концепции «вилайат-е-факих».

## Арест и заключение
В октябре 2006 иранское правительство выдало ордер на арест Боруджерди. Пытаясь защитить его, сторонники и последователи установили в его доме круглосуточное дежурство. 7 октября возле дома аятоллы собралось более тысячи его сторонников, которые воспрепятствовали аресту Боруджерди, скандируя: 
Свобода — наше неопровержимое право.
 На следующий день иранские силы безопасности, применив силу, арестовали самого Боруджерди и несколько сот его сторонников, включая 172 женщины и 225 мужчин.

## Высказывания
- «Поворот к секуляризму — единственный путь сохранить Иран от духовного упадка».
- «Приветствие душе Бога Иисусу Христу, приветствие матери мира, хранительнице тайн творения Святой Марии»[8].
- «Прощение является наиболее эффективным путём установления мира».